# 城崎温泉火災
城崎温泉火災（きのさきおんせんかさい）とは、2015年1月3日に兵庫県豊岡市城崎町湯島の城崎温泉街で発生した火災。

## 概要
2015年1月3日午前6時10分ごろ、温泉街にある電器店から煙が上がっているのが発見。午前11時ごろには鎮火したが、この火災により電器店も含む周辺の8棟が全焼し、4棟の一部も焼け、2人が死亡した。火災の現場は3階建ての木造建築が並び、大半が昭和初期に建てられた。温泉街の古い木造建築物は法律で定める防火基準を満たしておらず、豊岡市が国の規制緩和制度を使い、景観を守りながら改築を可能にする独自の耐火耐震基準作りを進めていた。
2月には被災者、町内会、商工会、消防団関係者、近隣支援者らによって城崎温泉火災復興協議会が立ち上げられた。被災建物の早期復旧と城崎温泉の景観回復が目指される。協議会によれば、火災前の各区画とも奥行きに対して間口が狭い構造であるため、現行の建築基準法では元通りに再建できないと判明。このことから各所有者の土地をいったん南北に分離し、南北の敷地の間には近くの県道とつながる通路を設けることとなった。南北のうち観光客らが行き来する道路に面した南側は各所有者が店舗などを再建する。